# San José del Río, delstaten Mexiko
San José del Río är en ort i Mexiko, tillhörande kommunen Ixtlahuaca i den västra delen av delstaten Mexiko. Orten hade 667 invånare vid folkräkningen 2010.